# Egon Culmbacher
 Egon Culmbacher (* 8. Februar 1941) ist ein ehemaliger deutscher Rennfahrer.

## Laufbahn
Egon Culmbacher begann seine Karriere als Beifahrer von Werner Jäger und Kurt Rüdiger.

## Statistik

### Erfolge (Auszug)
Erfolge hatte Culmbacher als Pilot und Kopilot
| Rallye                     | Jahr | Fahrzeug     | Platz (von) | Team              | Bemerkungen           |
| -------------------------- | ---- | ------------ | ----------- | ----------------- | --------------------- |
| Österreichische Alpenfahrt | 1976 | Wartburg 353 | 71 ( )      | VEB Automobilwerk | Pilot: Kurt Rüdiger   |
| Acropolis Rally            | 1975 | Wartburg 353 | 2 ( )       | VEB Automobilwerk | Pilot: Erwin Härtwich |

| Rallye           | Jahr | Fahrzeug     | Platz (von) | Team              | Bemerkungen           |
| ---------------- | ---- | ------------ | ----------- | ----------------- | --------------------- |
| Acropolis Rallye | 1966 | Wartburg 353 | 6 ( )       | VEB Automobilwerk | Kopilot:              |
| Rallye Polen     | 1973 |              | 2 ( )       | VEB Automobilwerk | Kopilot: Werner Ernst |